# Neodicladiella pendula
Neodicladiella pendula là một loài Rêu trong họ Meteoriaceae. Loài này được (Sull.) W.R. Buck miêu tả khoa học đầu tiên năm 1994.